# Meinhard Hoffmann
Pour les articles homonymes, voir Hoffmann.
Meinhard Hoffmann (18 novembre 1853, Wiesbaden - 18 janvier 1936, Deixlfurt) est un chimiste et manager allemand.

## Biographie
Meinhard Hoffmann est né le 18 novembre 1853 à Wiesbaden. Il est le fils de l'architecte Philipp Hoffmann (de) et de Klementine (* 1832, † 1893), fille de Gottfried Stock. Il étudie la chimie à l'université rhénane Frédéric-Guillaume de Bonn puis à l'université de Göttingen où il obtient son doctorat avec pour thèse Über die Einwirkung von Phosphorpentachlorid auf substituierte Amide einbasischer Säuren (« Sur l'effet du pentachlorure de phosphore sur les amides substitués des acides monobasiques »).

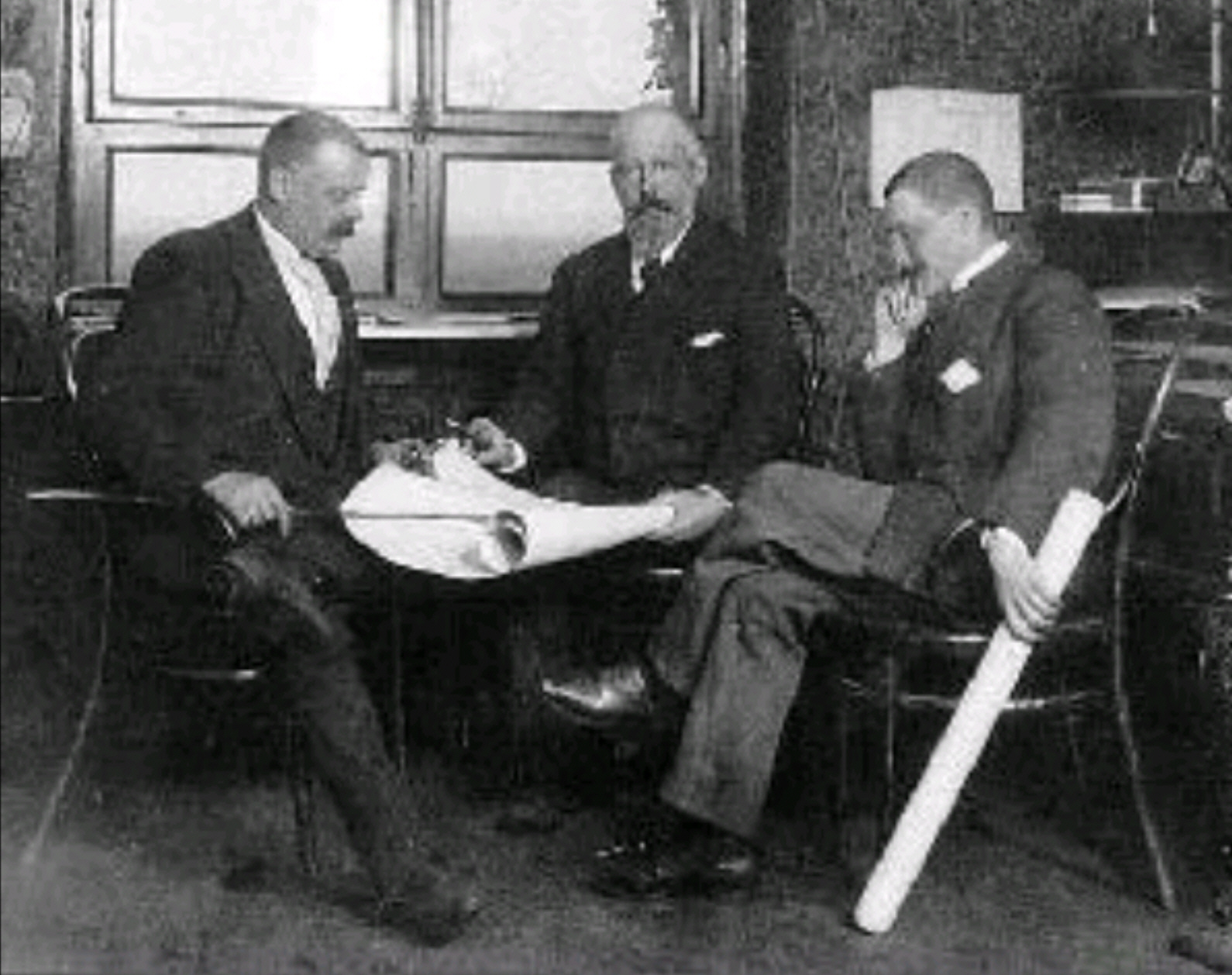
Hoffmann en 1895 à la Cassella (avec Leo Gans et Arthur von Weinberg)

Il travaille ensuite pendant une courte période à la Chemische Fabrik Kahlbaum à Berlin avant de rejoindre en 1879 la fabrique de colorants d'aniline Gans & Compagnie à Francfort, entreprise fondée en 1871 par le chimiste et entrepreneur Leo Gans, qui sera fusionnée en 1894 avec Leopold Cassella & Compagnie, grossiste en colorants dirigé par son frère Friedrich Ludwig von Gans. Au sein de l'entreprise, Hoffmann se voit confier la gestion de la production des colorants de base, et plus tard des nombreux nouveaux colorants azoïques et colorants soufrés. Ce faisant, il réussit à surmonter les problèmes de production dus au manque d'équipements techniques et à l'insuffisance de personnel qualifié, montrant un savoir-faire technique et une compétence organisationnelle. Il est nommé directeur technique de l'entreprise en 1895.
L'université technique de Munich lui décerne un doctorat honorifique (« Dr.-Ing. E. h. ») en 1929  pour ses réalisations.
De 1908 à 1919, Meinhard Hoffmann a été membre du parlement communal de l'électorat de Hesse (Kommunallandtag Kassel) et du parlement provincial de Hesse-Nassau (de).
Meinhard Hoffmann épouse Auguste (1854–1948) à Wiesbaden en 1880, fille du docteur Bernhard Greiß, avec qui il aura fille. Il meurt à Deixlfurt le 18 janvier 1936, deux mois après son 82e anniversaire. 

## Travaux
À partir de 1882, Meinhard Hoffmann a également commencé un travail académique, dans le domaine de la sulfatation et de la nitration du naphtalène, des naphtols, des naphtylamines et des aminonaphtols. Il a notamment réussi ici à isoler l'acide 1-naphtol-4-sulfonique, l'acide α,α et l'acide 2-naphtol-6-sulfonique dans un procédé simple, ainsi qu'à séparer techniquement le sel R et le sel G (acide β-naphtol-3,6-disulfonique et -6,8-disulfonique). Toutes ces substances ont formé des matières premières et des intermédiaires précieux et importants pour la synthèse de nombreux nouveaux colorants azoïques.
Son plus grand succès est la découverte de l'acide H (acide 1,8-aminonaphtol-3,6-disulfonique), l'un des plus précieux intermédiaires, et des plus utilisés en termes de volume , en chimie azoïque. En tant que directeur de production et inventeur, Hoffmann a contribué non seulement à la réputation internationale de la société Cassella, mais aussi au formidable développement de l'industrie allemande des colorants d'aniline, et à sa suprématie dans le monde jusqu'en 1914.

## Contributions
Nombreux brevets décrits dans :
- Fortschritte der Teerfarbenfabrikation, Paul Friedlaender, 1re édition de 1888 et suivantes ;
- Tabellarische Übersicht der künstlichen organischen Farbstoffe, Gustav Schultz et Paul Julius, édition de 1888 et suivantes ;
- Farbstofftabellen, 2e édition publiée par Gustav Schultz et Paul Julius, 6e édition de 1923 et 7e édition 1928-31 publiées par Ludwig Lehmann.